# 永宁站 (沈吉铁路)
永宁站，原名荞麦塄站，站址在吉林省磐石市永宁乡，邮政编码132301。建于1929年。离沈阳站316公里，离吉林站130公里，隶属沈阳铁路局梅河口车务段管辖。现为四等站。客运：办理旅客乘降；不办理行李、包裹托运。不办理货运营业。
1. ↑  铁道部电子计算技术中心, 铁道部运输局. . 北京: 中国铁道出版社. 1998: 162. ISBN 9787113030995.